# Rádio Globo
Rádio Globo é uma emissora de rádio brasileira sediada na cidade do Rio de Janeiro, capital do estado homônimo. Opera no dial FM, na frequência 98,1 MHz. Pertence ao Sistema Globo de Rádio, subsidiária do Grupo Globo que também controla a CBN Rio de Janeiro. Seus estúdios estão na sede da Infoglobo na Cidade Nova, e seus transmissores estão no alto do Morro do Sumaré, no bairro do Rio Comprido. Entre 2001 e 2020 foi geradora e cabeça de rede da rede de rádio homônima.

## História
Em 1944, o jornalista Roberto Marinho torna-se acionista da Rádio Transmissora Brasileira, uma subsidiária da gravadora RCA Victor, que operava na frequência AM 1180 kHz, renomeando-a como Rádio Globo em 2 de dezembro. Em 3 de outubro de 1976, é realizada uma troca de frequência entre a Rádio Eldorado e a Rádio Globo, esta última que se desloca para a frequência 1220 kHz (que pertenceu à Rádio Mayrink Veiga até 1965), enquanto a Eldorado passa para os 1180 kHz. A Globo passava a usar um canal internacional, o que possibilitava sua escuta no país, principalmente pela noite.
Em agosto de 1954, a Rádio Globo foi a primeira a noticiar o suicídio do então Presidente da República Getúlio Vargas, através de uma edição extraordinária do informativo O Globo No Ar, apresentado por Léo Batista (na época, um dos motivos que foram especulados para o suicídio de Getúlio foi a perseguição de seu inimigo político, Carlos Lacerda, que usava a própria Rádio Globo de palco para fazer ataques em seu programa, Conversa em Família; sua ligação com a emissora causou uma série de protestos na  sede da Avenida Rio Branco; conforme foi relatado por Léo Batista no documentário "Léo Batista - A Voz Marcante" produzido em 2024 pelo Globoplay).
A partir de 2001 passou a ser a matriz da Rede Globo de Rádio inicialmente com transmissões conjuntas de Rio e São Paulo. Depois foi formada a rede que chegou a ter 33 emissoras espalhadas pelo Brasil. Em 2003, perde a liderança na cidade para a rival Rádio Tupi. No ano de 2008, a Rádio Globo vendeu seus canais em ondas curtas para a Igreja Pentecostal Deus é Amor. Em 3 de maio de 2010 estreia sua frequência FM, pelos 89,3 MHz, no lugar da Nossa Rádio. Por determinação da ANATEL, em 26 de fevereiro de 2011, mudou o dial para 89,5 MHz. Em 18 de novembro de 2014, a Globo troca de frequência, passando dos 89,5 MHz para os 98,1 MHz, onde anteriormente estava a Beat98, também do SGR. Esta por sua vez, migrou para a internet, tornando-se a RadioBeat. O antigo canal foi desocupado em fevereiro de 2015.
Em 12 de junho de 2017, a Rádio Globo estreou sua nova programação, havendo mudanças drásticas no conteúdo da rádio, que deixou de adotar uma linha popular que possuía desde os anos 70 para um caráter mais informal de entretenimento. Em 25 de setembro, marcando definitivamente a nova fase da emissora, a Rádio Globo transferiu sua sede do bairro da Glória, onde estava estabelecida desde 1970, para os Estúdios Globo em Jacarepaguá, onde são feitas as produções de entretenimento da Rede Globo. Foram inaugurados dois novos estúdios no complexo para abrigar a rádio, que contavam com um set para receber bandas ao vivo e uma área de convivência. Os departamentos de jornalismo e esportes da emissora remanesceram no antigo prédio até 31 de março de 2018, quando mudaram-se para a sede da Infoglobo na Cidade Nova junto com a CBN Rio de Janeiro. A estreia formal do novo espaço ocorreu em 17 de abril, bem como a de Carolina Morand como substituta de Mariliz Pereira Jorge no Café das Seis.
Em agosto de 2018, o Sistema Globo de Rádio comunica o desligamento de suas rádios AM, incluindo a frequência da Rádio Globo Rio, que passariam a operar somente com suas frequências no FM. Inicialmente, o desligamento aconteceria em 1.º de setembro, sendo adiado para às 0h do dia 3. No entanto, o desligamento da 1220 kHz ocorreu por volta das 8h da manhã.
Em 29 de maio de 2019, insatisfeito com os resultados obtidos desde a reformulação da programação em 2017, o Sistema Globo de Rádio anunciou o fim do projeto "Nova Rádio Globo" e sua substituição por uma nova programação de caráter popular. Com o projeto encerrado ao final do dia 30 de junho, a grade passou a ser somente musical. As únicas atrações que permaneceram no ar durante esta fase foram o Globo Esportivo e as jornadas esportivas do Futebol Globo no Rádio. A Rádio Globo Rio de Janeiro também desativou o estúdio auxiliar que possuía em Jacarepaguá, e apenas o estúdio da Cidade Nova continuou em operação.
Em 8 de julho, data em que ocorreu a mudança da seleção musical da rede para o formato popular, a nova programação da emissora foi colocada no ar na transmissão online da rádio para o Rio de Janeiro. Os trabalhos foram iniciados às 7h da manhã, com o início do No Ar. O novo projeto marca o retorno da Rádio Globo Rio de Janeiro como única geradora de toda a programação de rede. Em 15 de julho, por volta de 6h da manhã ocorreu a estreia oficial da nova programação da emissora no dial carioca com o programa Acorda Rio sob o comando de Zeca Lima, e logo após a estreia nacional com o No Ar, agora sob o comando de Vanessa Riche, Zeca Lima e Guilherme Grillo. Na mesma manhã estreou o Top 10 às 10 sob o comando de Fabiano Mello. 
Em 12 de maio de 2020, o SGR através de comunicado oficial anunciou o fim das transmissões em rede da emissora, ocorrido no dia 31 do mesmo mês com o fim das operações em São Paulo. Com esse movimento, desde a 0h do dia 1° de junho, a emissora passou a focar sua programação exclusivamente para o ouvinte do Rio de Janeiro, intercalando as músicas com as informações do momento na cidade além de manter as transmissões esportivas em conjunto com a CBN.
A partir de setembro de 2024, em comemoração aos 80 anos de estreia da emissora, começaram a ser veiculados na programação "pílulas" lembrando momentos, locutores e transmissões marcantes ao longo desses 80 anos de história, além de uma série de entrevistas com locutores, apresentadores e repórteres que passaram pela emissora, como Genílson Araújo, Bette Lucchese, Marcelo Courrege e Ana Paula Araújo, nos programas No Ar e É Noixxx, incluindo alguns profissionais que posteriormente foram para emissoras concorrentes (como a Super Rádio Tupi), como Luiz Penido. No dia 2 de dezembro, aniversário da rádio, foi transmitido às 12h um programa especial resgatando mais momentos históricos da emissora, apresentado por Fabiano Mello.
Nos meses de junho e julho de 2025, mantendo sua tradição de presença nos maiores eventos esportivos do mundo, a Rádio Globo, em conjunto com a CBN, transmitiu os principais jogos da 1ª edição da Copa do Mundo de Clubes da FIFA, a qual teve a participação de 4 clubes brasileiros: Palmeiras, Flamengo, Fluminense e Botafogo, além de grandes times do futebol mundial, como Real Madrid, Manchester City, Bayern de Munique e Al-Hilal. Alguns jogos foram transmitidos em rede nacional com a participação da equipe da CBN São Paulo, outros com a própria equipe carioca.

## Programas e comunicadores
A rádio teve nomes como Luiz de Carvalho, Haroldo de Andrade, Luiz de França, Luciano Alves, Paulo Giovanni, Gilberto Lima, Waldir Vieira, Adelzon Alves, Roberto Figueiredo, Edmo Zarife, Waldir Amaral, Jorge Curi, Robson Aldir, Luiz Mendes, Antônio Carlos e Roberto Canázio.
Em 2012, após mais de quarenta anos como locutor principal (somando as duas passagens pela emissora), José Carlos Araújo saiu da emissora em busca de novos desafios, na Bradesco Esportes FM, indo com ele Gerson, Gilson Ricardo, Jorge Eduardo, Bruno Cantarelli e 3 operadores de externa. A Globo trouxe de volta Luiz Penido, que iniciou na rádio em 1969 mas saiu em 1988 para a Rádio Tupi, onde trabalhou por 2 vezes, além das passagens pelas rádios Nacional e Tropical. Ele retorna assumindo a vaga de narrador titular deixada por Garotinho.
Continuando com Edson Mauro e Hugo Lago, como locutores e com os comentaristas Dé Aranha (recém-contratado pela emissora) se juntando a Eraldo Leite, Felipe Cardoso e Gilmar Ferreira, além de Fábio Azevedo, egresso da ESPN Brasil e que já trabalhou na própria Globo além de uma passagem pela Band Rio. Também realizou alterações na sua programação para torná-la ainda mais regional, como nos programas esportivos: Enquanto a Bola não Rola, Globo na Rede, Panorama Esportivo dentre outros visando recuperar a audiência perdida para a rival Tupi. Ainda em 2013, Maurício Menezes retornou a emissora, assumindo a direção artística. Tem como comentarista o radialista Anderson Carvalho, mais conhecido com Delegado ou também Delegadão, demitindo os comentaristas Valdir Espinoza e Gilmar Ferreira, que também era Gerente Nacional de Esportes. O Boa Tarde Globo, passou a ser regional, ainda sendo apresentado por Alexandre Ferreira e Lolo Penteado, tendo agora a companhia de Elisângela Salaroli e não sendo mais aos sábados, sendo ocupado pelo Samba Amigo, apresentado por Robson Aldir e personalidades, como: Anderson Leonardo, Pretinho da Serrinha, Luiz Filipe de Lima e Alceu Maia, que receberam sempre um convidado sambista.Em 12 de novembro o Show do Antônio Carlos após 11 anos transmitindo em rede nacional, volta a focar o ouvinte do Rio de Janeiro passando a ter programação local das 5h as 1h do dia seguinte
Em 2014, o Madrugada da Globo que durante anos, era apresentado por Jorge Luiz e que, desde 2011, era apresentado por Robson Aldir foi extinto, passando o Planeta Rei, de Beto Brito a ocupar o horário desse programa fazendo com que a programação local seja das 5h as 0h. Sendo que Robson Aldir continuou apresentando o Samba Amigo e agora como titular do Botequim da Globo.
No dia 1.° de abril, a Rádio Globo faz mais uma mudança. Desta vez, o Botequim da Globo passa a ser às 22h, substituindo o Panorama Esportivo (que passa a ser somente aos domingos). Agora, Edson Mauro comanda o novo programa de Esportes da emissora, o Olha o Gol, que ia ao ar de Segunda a Sexta, das 20h ás 22h (sempre quando não houvesse a Jornada Esportiva). Mesmo assim, insatisfeita, ainda em Abril a emissora estreou o Futebol de Verdade, que ia ao ar na Segunda, das 20h ás 22h, com Felipe Cardoso e os comentários de Zico e Juninho Pernambucano, passando o Olha o Gol de terça a sexta.
Em abril de 2016, o Alegria ao Meio-Dia foi extinto e nomes que compuseram esse programa, foram demitidos. Casos de Maurício Menezes, Mário Esteves e Sergio Ricardo. Sendo assim o Sa-ba-da-ba-dooo! passou a ser apresentado por David Rangel e ainda aconteceu a estreia do Tá Rolando Música, comandado pelo ex-repórter Bruno Mattos e a ex-produtora do Manhã da Globo  Ana Paula Portuguesa, que foi substituída por Evelyn Moraes. Em 14 de maio, as transmissões esportivas da Globo passam a ser em conjunto com a CBN Rio de Janeiro, a exemplo de São Paulo e Belo Horizonte. Em agosto, Carla Mattera retorna a rádio agora fazendo parte da sucursal carioca.
Em 28 de abril de 2017, o comunicador Antônio Carlos deixa a emissora após 30 anos e migra para a Super Rádio Tupi. A programação local diária passou a ser composta de novos programas, sendo extintos o Acorda Rio e o Manhã da Globo, que foram substituídos pelo Café das Seis, apresentado por Fernando Ceylão e Mariliz Pereira Jorge. A equipe do Pop Bola passou a fazer parte do Zona Mista, que passou a ocupar o antigo horário do Globo Esportivo e do Esporte@Globo na internet. O Globo Esportivo passou para o horário da noite, agora ancorado por Marcelo Barreto, que substituiu Luiz Penido. O Galera da Bola, antes apresentado aos sábados, passou para os domingos, tendo a frente Rodrigo Rodrigues, e sendo transmitido em rede nacional a partir de São Paulo.
Em 29 de julho de 2021, o narrador Luiz Penido deixa a emissora e retorna para a Super Rádio Tupi.
Em agosto de 2024, o programa Rádio Globo Na Pista foi deslocado da faixa das 22h às 0h de sábado para o horário das 0h às 1h da madrugada de sábado para domingo, após uma sequência de 7 semanas consecutivas fora do ar, devido às transmissões do Futebol Globo/CBN, com vários jogos de times cariocas no Brasileirão na faixa das 21h/21h30.
No dia 14 de setembro, a Rádio Globo estreou o programa Cassino da Kayete, programa de sucesso da BH FM, co-irmã do Sistema Globo de Rádio, trazendo muitas entrevistas e humor também para o público carioca, retomando uma transmissão em rede para a capital mineira após quase 8 anos, sendo transmitido todos os sábados, às 9h.
No início de setembro de 2024, foi divulgada na mídia especializada a saída do comentarista Rafael Marques da emissora após 22 anos, para se dedicar à ESPN Brasil e à sua carreira como professor da UNISUAM. Ele fez sua última participação na grade em 29 de setembro, na transmissão do jogo entre Flamengo e Athletico Paranaense, pela 28ª rodada do Brasileirão.Em janeiro de 2025, em sua substituição, foi contratada a comentarista Isabelle Suarez, egressa da Cazé TV. Em julho de 2025, após somente 6 meses como comentarista esportiva, Isabelle Suarez aceitou uma proposta para atuar no SporTV, canal de esportes do Grupo Globo na TV Paga, deixando a equipe do Futebol Globo/CBN.
Ainda em janeiro de 2025, o locutor da programação musical da emissora Paulo Roberto "Planeta", que até então tinha um espaço muito pequeno na grade, na maioria das vezes atuando como folguista dos locutores principais, recebeu uma proposta para locutor fixo na então estreante Band FM Rio de Janeiro, de propriedade do Grupo Bandeirantes de Comunicação, na faixa da tarde diária. Ele aceitou e ficou por lá por apenas 3 meses, quando a Rádio Globo, obtendo insucessos com a inexperiência das novas locutoras folguistas, Victoria Roza Cruz, a Vic (recém contratada da Mix FM Rio para o posto), e Camila Gomes, recontratou "Planeta" e fixou-o como locutor da faixa noturna diária, além das escalas do final de semana, na faixa do fim de tarde/noite (quando não há transmissões do Futebol Globo/CBN). Com isso, Vic foi realocada para a faixa matinal, co-apresentando os programas Acorda Rio e No Ar, depois da saída de Carol Barretto. Porém, a Band FM Rio não desistiu de ter um ex-Rádio Globo em seu casting e contratou para o lugar de "Planeta" o até então locutor da faixa noturna diária Felippe Sanches.
- 45 Minutos de Música (Fabiano Mello, Paulo Roberto "Planeta" e Léo Melo)
- Acorda Rio (Léo Melo e Victoria Roza Cruz)
- Baile da Globo (DJ Brinquinho e Zeca Lima)
- Black Friday (DJ Michell e Paulo Roberto "Planeta")
- É Nóixxx (Ryan Lobo e Zeca Lima)
- Globo Esportivo (Equipe esportiva Globo/CBN)
- No Ar (Victoria Roza Cruz, Leonardo Macachero e Léo Melo)
- Rádio Globo na Pista (DJ Marcelo Lyrio e Zeca Lima)
- Rádio Globo Rebobina (Paulo Roberto "Planeta")
- Batuque da Globo (Zeca Lima)
- Rádio Globo Sem Parar (Fabiano Melo e Zeca Lima)
- Top 10 às 10h (Fabiano Mello)
- Top Hits Globo (Zeca Lima)
- Top Hits Brasil (Fabiano Mello)
- #Globo (boletim de jornalismo)

### Equipe esportiva (Futebol Globo/CBN)
Desde maio de 2016, a emissora passou a fazer suas transmissões esportivas em conjunto com a CBN Rio de Janeiro. Em janeiro de 2017, membros da equipe esportiva da Rede Globo e do SporTV também passaram a fazer parte das transmissões da emissora, formando o Futebol Globo no Rádio (parceria que foi desfeita ao final do mesmo ano), passando a se chamar Futebol Globo/CBN em 2020.
- Edson Mauro e Hugo Lago, narradores;
- Carlos Eduardo Eboli e Francisco Aiello, comentaristas;
- Carlos Alexandre, Renan Moura e Talita Giudice, repórteres e plantonistas